# Гухман, Мирра Моисеевна
Ми́рра Моисе́евна Гу́хман (23 февраля 1904, Баку — 5 апреля 1989, Москва) — советский лингвист-германист. Кандидат (1936), доктор (1955) филологических наук, профессор (1940).

## Семья
- Была замужем за лингвистом Н. С. Чемодановым[3].
- Дядя (брат отца) — инженер-механик Адольф Аркадьевич Гухман (1870—1914), один из руководителей еврейской общины Баку и учредитель местного филиала Общества просвещения евреев, управляющий нефтеперерабатывающим заводом Каспийско-Черноморского общества в Белом Городе и заместитель управляющего Бакинским отделением Каспийско-Черноморских нефтепромыслов, член Совета Бакинского отделения Императорского Русского технического общества; процесс по делу А. Фейгля и А. Гухмана о нефтяных пожарах проходил в мае 1902 года в Баку и позже материалы процесса были изданы отдельной книгой[4][5].
  - Двоюродный брат — физик Александр Адольфович Гухман.
  - Двоюродная сестра — Елизавета Адольфовна Макаровская (урождённая Гухман, 1904—1965), педагог-методист, автор ряда работ по вопросам преподавания литературы в средней школе, харьковская знакомая С. А. Есенина.

## Биография
Родилась в еврейской интеллигентной семье врача 23 февраля 1904 году в Баку или Ялте. Мать — Елена Ивановна Гефтер, училась на педагогических курсах в Лейпциге, отец — Моисей Аркадьевич Гухман (1868, Мозырь —?), учился в Тарту[уточнить] и Гейдельберге. До 12 лет Гухман говорила только по-немецки. Её отец пользовался авторитетом среди бакинской интеллигенции, делегировавшей его в парламент Азербайджанской демократической республики от фракции национальных меньшинств; он был дружен с немецким консулом.
В 1920 году после окончания гимназии поступила на историко-филологический факультет Азербайджанского государственного университета и окончила его с дипломом I степени в 1925 году. Там преподавали Вяч. И. Иванов, В. В. Сиповский (русскую литературу), А. О. Маковельский, А. Д. Гуляев (философию), Б. В. Томашевский (языкознание), П. К. Жузе, А. О. Мишель (восточную филологию), приезжали с лекциями Н. Я. Марр, В. В. Бартольд, М. Ф. Кёпрюлю. Она много занималась в семинаре Вячеслава Иванова вместе с М. С. Альтманом, Ц. С. Вольпе, Е. А. Миллиор, В. А. Мануйловым.
Максимилиан Волошин предлагал ей уехать в Италию для изучения античного искусства, но её отец не одобрил этого.
После окончания АГУ Гухман работала в Ленинграде, в ИЯМе. Несмотря на госоподство в те времена нового учения о языке занималась сравнительно-историческим языкознанием. С 1936 по 1941 года работала в МГПИИЯ. В 1936 защитила кандидатскую диссертацию «Готский язык и проблема пережитков ранних языковых стадий в готском синтаксисе» под руководством Н. М. Жирмунского (В. М. Жирмунского?).
После возвращения из эвакуации в 1944—1959 годах работала в Военном институте иностранных языков.
С 1950 года — в секторе германских языков ИЯ АН СССР, основанном в том же году.
После выступления Сталина подвергается критике как марристка. Чтобы избежать преследований отказалась от своей докторской диссертации 1952 года.
После этого она временно отошла от сравнительно-исторического языкознания, занялась изучением литературных языков. В 1955 и 1959 году она выпустила два тома работы «От языка немецкой народности к немецкому национальному языку» о становлении немецкого литературного языка; позднее она была переведена на немецкий (см. ниже). Гухман привлекла уникальные рукописные и первопечатные источники, произведения различных жанров и эпох, дала характеристику отдельных периодов развития немецкого литературного языка, рассматривала его формирование, развитие и функционирование как существенную составляющую всего культурно-исторического процесса.
В 1955 году защитила вторую версию докторской диссертации «Развитие залоговых противопоставлений в древних германских языках и становление системы форм страдательного залога». Переработанная её версия издана в 1964 под заглавием «Развитие залоговых противопоставлений в германских языках».
В 1958 году издала широко известное пособие «Готский язык».
Ответственный редактор первого (1962) и третьего (1963) томов четырёхтомной «Сравнительной грамматики германских языков», всех трёх томов «Историко-типологической морфологии германских языков» (1977—1978).
Работала над изданиями «Типология германских литературных языков» (Ответственный редактор В. Н. Ярцева. М.: Наука, 1976), «Социальная и функциональная дифференциация литературных языков» (Ответственный редактор В. Н. Ярцева и М. М. Гухман. М.: Наука, 1977). В конце 1970-х годов в ИЯ АН СССР по инициативе Гухман создана Проблемная комиссия по теории и истории литературных языков под её руководством. Эта комиссия издала сборники «Типы наддиалектных форм языка» (Ответственный редактор М. М. Гухман. М.: Наука, 1981), «Функциональная стратификация языка» (Ответственный редактор М. М. Гухман. М.: Наука, 1985).
В 1976 году избрана членом Научного совета Института немецкого языка в Мангейме.
Умерла 5 апреля 1989 года в Москве. Похоронена на Донском кладбище.

## Вклад в науку
Труды по проблемам общего и германского языкознания, теории грамматики, диахронической типологии, теории литературного языка. Свои идеи разрабатывала на индоевропейском, общегерманском и немецком материале.
Одной из первых в советской лингвистике обратилась к изучению готского языка. В своих работах дала анализ готских текстов, исследовала архаические явления его грамматической системы.
Создала работы о сущности грамматической категории и её роли для типологического изучения языков, по проблемам эргативного строя, о стимулах эргативности. Внесла вклад в исследование типов изменений языковой структуры, проблем грамматической парадигматики. На материале германских языков исследовала типологию преобразований словоизменительной парадигматики, типологию развития залоговых оппозиций.
Исследовала проблему генезиса и функционирования литературных языков на немецком материале.
Также Гухман занималась популяризацией зарубежной лингвистики: при её участии изданы три работы — «Сравнительная грамматика германских языков» Эдварда Прокоша (Перевод с английского Т. Н. Сергеевой; под редакцией и с предисловием В. А. Звегинцева; примечания М. М. Гухман. — М.: Иноиздат, 1954. — 380 с.), «История немецкого языка» Адольфа Баха (Перевод с немецкого Н. Н. Семенюк; редакция, предисловие и примечания М. М. Гухман. — Москва: Иноиздат, 1956. — 343 с.), «Язык» Леонарда Блумфилда (Перевод с английского Е. С. Кубряковой и В. П. Мурат; комментарии Е. С. Кубряковой; под редакцией и с предисловием М. М. Гухман. — М.: Прогресс, 1968. — 607 с.).

## Награды
Награждена Медалью «За победу над Германией в Великой Отечественной войне 1941—1945 гг.».
22 апреля 1980 года её наградили Премией ГДР имени Якоба и Вильгельма Гриммов за 1979 год.
В 1983 году ей присуждена Премия имени Конрада Дудена.

## Основные труды
- Происхождение строя готского глагола // Труды Института языка и мышления имени Н. Я. Марра. — Вып. 14. — М.; Л., 1940.
- Развитие залоговых противопоставлений в древних германских языках и становление системы форм страдательного залога. — М., 1955.
- От языка немецкой народности к немецкому национальному языку. — Ч. 1—2. — М., 1955—1959. 
  - Перевод на немецкий: Guchmann M. M. Der Weg zur deutschen Nationalsprache / Ins Deutsche übertragen und wissenschaftlich bearbeitet von Günter Feudel. — Teil 1. Berlin, 1964. (2. Aufl. 1970); Teil 2. Berlin, 1969.
- Готский язык. — М.: Иноиздат, 1958. — 288 с. — (Библиотека филолога).
  - 2-е изд.: М., 1998/1997. — 287 с. — ISBN 5-89042-045-3.
  - 2-е изд. [так на титуле]: М.: URSS, 2007. — 287 с. — (История языков народов Европы). — ISBN 978-5-382-00248-4; предисловие Н. Н. Семенюк.
  - 3-е изд.: М.: Издательство ЛКИ, 2007. — 287 с. — (История языков народов Европы). — ISBN 978-5-382-00746-5; предисловие Н. Н. Семенюк.
  - 4-е изд.: URSS, 2012. — 287 с. — (История языков народов Европы). — ISBN 978-5-397-03093-9; предисловие Н. Н. Семенюк.
- Развитие залоговых противопоставлений в германских языках: Опыт историко-типологического исследования родственных языков. — М., 1964.
- Язык немецкой политической литературы эпохи Реформации и Крестьянской войны. М.: Наука, 1970. — 276 с.
- Типология преобразований словоизменительной парадигматики // Историко-типологическая морфология германских языков. Фономорфология. Парадигматика. Категории имени. — М., 1977.
- Типология развития залоговых оппозиций // Историко-типологическая морфология германских языков. Категория глагола. — М., 1977.
- Историческая типология и проблема диахронических констант. — М., 1981.
- Гухман М. М., Семенюк Н. Н. История немецкого литературного языка IX—XV веков / АН СССР. Институт языкознания. — М.: Наука, 1983. — 200 с.
- Гухман М. М., Семенюк Н. Н., Бабенко Н. С. История немецкого литературного языка XVI—XVIII веков / Ответственный редактор В. Н. Ярцева. — М.: Наука, 1984. — 248 с.